# Кенфен
Кенфен (фр. Cunfin) насеље је и општина у североисточној Француској у региону Шампањ-Арден, у департману Об која припада префектури Троа.
По подацима из 2011. године у општини је живело 204 становника, а густина насељености је износила 6,16 становника/km². Општина се простире на површини од 33,12 km². Налази се на средњој надморској висини од 254 метара.

## Демографија
| 1962. | 1968. | 1975. | 1982. | 1990. | 1999. | 2011. |
| ----- | ----- | ----- | ----- | ----- | ----- | ----- |
| 280   | 300   | 231   | 222   | 237   | 199   | 204   |

График промене броја становника у току последњих година